# Dammam Metro
Die Dammam Metro (arabisch مترو الشرقية) ist ein geplantes U-Bahn-System für die Metropolregion Dammam in der Ostprovinz asch-Scharqiyya Saudi-Arabiens.

## Planung
Die Pläne für die Dammam Metro wurden erstmals am 19. Mai 2014 vom Ministerrat Saudi-Arabiens genehmigt. Das Projekt wurde offiziell am 21. Mai 2014 von Fahad Al Jubair, dem Bürgermeister der Ostprovinz, angekündigt. Ziel war es, ein integriertes öffentliches Verkehrssystem zu schaffen, das U-Bahn, Busse und andere Verkehrsmittel umfasst.
Das geplante System umfasst:
- 50 Kilometer Schienenverkehrsstrecken,
- 110 Kilometer Buslinien (Bus Rapid Transit (BRT))
- 350 Kilometer Zubringerbuslinien, die die Außenbezirke der Stadt verbinden

## Streckenführung
Die Dammam Metro wird aus zwei Hauptlinien bestehen:
1. Die erste Linie verbindet die Insel Tarut mit dem King Fahd Causeway über al-Qatif, Dammam und Dhahran.
2. Die zweite Linie führt von der King Fahd Road in Dammam zum King Fahd International Airport.

## Herausforderungen und Verzögerungen
Ursprünglich war geplant, das Projekt bis 2021 abzuschließen. Aufgrund von Budgetanpassungen  und der Priorisierung anderer Infrastrukturprojekte durch die saudische Regierung  2015 wurde der Zeitplan jedoch verschoben. Die Entwicklung des Projekts wird seit 2017 als öffentlich-private Partnerschaft (PPP) vorangetrieben, um die Finanzierung und Umsetzung zu erleichtern.

## Bedeutung
Die Dammam Metro ist ein zentraler Bestandteil der Vision 2030 Saudi-Arabiens, die darauf abzielt, die Abhängigkeit von fossilen Brennstoffen zu reduzieren und die Lebensqualität durch moderne Infrastrukturprojekte zu verbessern. Das Projekt wird den Verkehr in der Region entlasten und die Umweltbelastung durch den Individualverkehr verringern.  